# العنبرية (سوهاج)
قرية العنبرية هي إحدى القري التابعة لمركز المنشأة بمحافظة سوهاج في جمهورية مصر العربية. حسب إحصاءات سنة 2006، بلغ إجمالي السكان في العنبرية 12399 نسمة، منهم 6494 رجل و5905 امرأة.